# Pericarditis constrictiva
Pericarditis constrictiva is een pathologische toestand van het hartzakje (pericard). Een verdikte bindweefselige omhulling van het hart staat de normale vulling van het hart in de weg. Dit is meestal een laat gevolg van een pericarditis (ontsteking van het hartzakje). Die ontsteking kan het gevolg zijn van een infectie die het hartzakje treft, maar kan ook voorkomen na een hartaanval of na hartchirurgie.
Onder de oorzaken rekenen we:
- idiopathisch (spontaan, zonder bekende oorzaak),
- na een virale infectie,
- na tuberculose,
- na chirurgie,
- na radiotherapie van de borstkas,
- chronisch nierfalen,
- bindweefselaandoeningen,
- uitzaaiing van kankercellen in het hartzakje,
- Pussende bacteriële ontsteking van het hartzakje,
- infecties door schimmels en parasieten,
- na een hartinfarct,
- na het Dresslersyndroom (ontstekingsreactie na infarct of chirurgie),
- bij asbestose van de long.

Het verdikte hartzakje vormt een hard schild rond het hart. Zo kan het hart niet meer normaal uitzetten wanneer het zich met bloed vult. Bij ademhalen ontstaat er dan een duidelijke wijziging van de bloeddrukken in de hartkamers (ventrikels). Bij inademen vermindert de druk in de borstkas. Door de lagere druk kan er meer bloed naar de rechterventrikel stromen. Hierdoor plooit het tussenschot tussen de hartkamers naar de linker kamer toe. De linker kamer kan dus minder gevuld worden. Hier zorgt de wet van Starling (groter vullingsvolume van de ventrikel laat grotere hartspierkracht, en dus ook ontwikkeling van hogere bloeddruk toe) ervoor dat er minder bloeddruk voortkomt uit het linkerventrikel tijdens de systole. Bij uitademen is de druk in de borstkas hoger. De rechterventrikel kan zich minder vullen. Het tussenschot tussen de kamers buigt naar rechts, de linkerventrikel wordt meer gevuld en een grotere systolische bloeddruk wordt gegenereerd. Dit fenomeen heet ventriculaire interdependentie. Door de harde omhulling van het hart, gaat de vulling van de ene hartkamer ten koste van de vulling van de andere. Beeldvormend onderzoek en drukmetingen kunnen de diagnose pericarditis constrictiva stellen. Er bestaat een chirurgische behandeling: het hartzakje wordt 'gewoon' verwijderd. Risico's van de ingreep zijn bloedingen of op termijn een oncontroleerbare vergroting van het hart.